# Зуляк Василь Олександрович
Зуляк Василь Олександрович — майстер з виготовлення українських народних інструментів.

## Біографія
Народився 19 серпня 1921 року, в селі Гермаківка, Тернопільської області, Борщівський район.
Майстер з виготовлення, реставрації, реконструкції, та покращення українських народних музичних інструментів.

## Робота
Заслужений працівник культури УРСР 1966. Був заступником клубу в селі Гермаківка, 1939–1940 Директором в тому ж самому клубі 1940–1941. Також був художнім керівником у Мельниці-Подільській. Був засновником, керівником та диригентом одного з перших повоєнних оркестрів українських народних інструментів. Керівник майстерень з виготовлення українських народних інструментів. Його оркестр став прообразом для створення колективів таких типів в Україні. В 1968-1982 організував майстерні музикальних виробів у Мельниці-Подільській. Завдяки йому були створені українські народні оркестри та ансамблі, у різних регіонах України. В 1960-1980 роках, удосконалював інструменти, які б могли покращити звучання оркестру. Також виготовляв сопілки, корцентні цимбали їх було 3 модифікації, ліру, козо-бас, волинку (козу), гуслі. Вніс важливий вклад у відродженні сурми та кобзи.

## Освіта
Музикальну освіту здобув у місцевих скрипалів Я.Яреми та Гефнера. Грі на інструментах навчився у А.Маличка, майстерності з виготовлення музичних інструментів навчився — у Г.Каськуна.